# Tale Gjørtz
Tale Gjørtz (ur. 25 lutego 1990 r. w Ålesund) – norweska wioślarka.

## Osiągnięcia
- Mistrzostwa Świata – Poznań 2009 – jedynka – 14. miejsce[1].